# 韋普里克 (伊奇尼亞區)
50°47′20″N 32°6′57″E / 50.78889°N 32.11583°E
韋普里克（烏克蘭語：Веприк），是烏克蘭北部的村莊，隸屬切爾尼希夫州的普里盧基區。該村始建於1600年，面積0.18平方公里，海拔高度124米，2001年人口20，人口密度每平方公里111.73人。